# Гионно, Лильян
Лильян Гионно (фр. Lylian Guyonneau; 21 октября 1921, Диссе — 9 мая 2004, Вершер-сюр-Лайон), также носившая фамилии Малербо (фр. Malherbaud) и Лекомт (фр. Lecomte) — французская фехтовальщица-рапиристка, чемпионка мира.

## Биография
В 1948 году приняла участие в Олимпийских играх в Лондоне, но наград не завоевала. В 1950 и 1951 годах становилась чемпионкой мира. В 1952 году завоевала серебряную медаль чемпионата мира, а на Олимпийских играх в Хельсинки стала 7-й в личном первенстве. В 1956 году вновь стала обладательницей серебряной медали чемпионата мира.